# Machnacz (województwo podlaskie)
Machnacz (dawn. Mochnacz) – wieś w Polsce położona w województwie podlaskim, w powiecie białostockim, w gminie Czarna Białostocka.
W latach 1975–1998 miejscowość administracyjnie należała do województwa białostockiego.
Wierni kościoła rzymskokatolickiego należą do parafii Świętej Rodziny w Czarnej Białostockiej.

## Historia
W 1921 roku kolonia Mochnacz liczyła mieszkańców.
Do 1927 roku miejscowość należała do gminy Czarna Wieś w powiecie sokólskim, w województwie białostockim a w latach 1927-1954 do gminy Czarna Wieś w powiecie białostockim (od 1944 w województwie białostockim). 16 października 1933 utworzono gromadę Machnacz w gminie Czarna Wieś, składającą się Machnacza i budki kolejowej 199 klm.
Jesienią 1954 wszedł w skład gromady Czarna Wieś w związku z reformą administracyjną państwa.
Gromadę Czarna Wieś zniesiono 1 stycznia 1956 w związku z nadaniem jej statusu osiedla, przez co Machnacz stał się integralną częścią Czarnej Wsi.
18 lipca 1962 osiedle Czarna Wieś otrzymało status miasto o nazwie Czarna Białostocka, w związku z czym Machnacz odzyskał samodzielność, zostając wyłączony z osiedla i włączony do gromady Czarna Wieś Kościelna w tymże powiecie i województwie.